# Więzienie w Pitești
Więzienie w Pitești (rum. Închisoarea Pitești) – zakład karny w rumuńskim Pitești, najbardziej znany ze swojego brutalnego eksperymentu reedukacyjnego (rum. Experimentul Pitești / Fenomenul Pitești), który prowadzono w okresie stalinowskim od grudnia 1949 r. do września 1951 r.

## Budowa i początki
Prace nad więzieniem rozpoczęto za króla Karola II w 1937 roku, a ukończono w 1941 roku, za rządów Iona Antonescu. W tamtym czasie był to najnowocześniejszy ośrodek zatrzymań w Rumunii. Położony na północnym krańcu Pitești, budynek składał się z czterech poziomów: piwnicy, parteru i dwóch górnych pięter zbudowanych na kształt litery T. Pierwsi więźniowie polityczni, których tam przetrzymywano, przybyli w 1942 roku; były to osoby podejrzewane o udział w rebelii Żelaznej Gwardii. Niedługo po utworzeniu Securitate w sierpniu 1948 r. więzienie Pitești stało się ośrodkiem detencji zatrzymanych studentów. 

## Eksperyment reedukacyjny
Eksperyment prowadzono z pomocą grupy młodych więźniów politycznych, zwolenników faszystowskiej Żelaznej Gwardii pod przywództwem Eugena Țurcanu.
Według pisarza Romulusa Rusana, celem eksperymentu była reedukacja więźniów poprzez zmuszenie ich do odrzucenia dawnych przekonań religijnych czy ideologii i ostateczną zmianę ich osobowości do całkowicie posłusznej względem partii komunistycznej.
Według pisarzy Ruxandry Cesereanu i Romulusa Rusana, eksperyment opierał się na karach psychicznych (głównie bazujących na upokorzeniu) i torturach fizycznych. Początkowo dyrektor więzienia Dumitrescu nie był zwolennikiem takiej reedukacji, zmienił jednak zdanie pod wpływem nacisków ze strony Iona Mariny, lokalnego przedstawiciela Securitate. Marina ściśle współpracował z kierownictwem Dyrekcji Więziennictwa, zwłaszcza z Iosifem Nemeșem, szefem Służby Operacyjnej, i Tudorem Sepeanu, szefem Służby Inspekcyjnej.

### Etapy „reedukacji”
„Reedukacja” była podzielona na 3 etapy:

#### Pierwszy etap –zewnętrzna demaskacja
Każdy uczestnik eksperymentu był początkowo dokładnie przesłuchiwany, a tortury miały na celu ujawnienie intymnych szczegółów jego życia. W związku z tym wymagano od nich ujawnienia wszystkiego, co – jak sądzono – ukryli podczas poprzednich przesłuchań; wielu więźniów, licząc na uniknięcie tortur, przyznawało się do urojonych występków.

#### Drugi etap –wewnętrzna demaskacja
Druga faza wymagała od torturowanych ujawnienia nazwisk osób, które zachowywały się wobec nich mniej brutalnie lub z większą pobłażliwością w czasie odsiadki. Miało to na celu nastawienie tych osób negatywnie względem więźnia, a u samej ofiary wytworzenie uczucia skrajnej samotności i braku możliwej pomocy od kogokolwiek spośród współosadzonych.

#### Trzeci etap –publiczna moralna demaskacja
Stosowano także publiczne upokorzenie, zwykle na trzecim etapie, gdy więźniowie byli zmuszani do publicznego wyrzeczenia się swojej lojalności oraz wszystkich swoich osobistych przekonań i wartości. Więźniowie religijni musieli bluźnić przeciwko symbolom religijnym i świętym tekstom oraz brać udział w pseudoparodiach eksperymentów, podczas których wykorzystywano m.in. fekalia.

### Ofiary Pitești
Szacunki dotyczące całkowitej liczby osób, które przeszły przez eksperyment, wahają się od 780 do 5000 osób. Dziennikarze Laurențiu Dologa i Laurențiu Ionescu szacują, że w Pitești zginęło prawie 200 więźniów, natomiast historyk Mircea Stănescu podaje liczbę 22 zgonów w tym okresie eksperymentu, z czego 16 miało udokumentowany bezpośredni udział w „reedukacji”.

### Kres
Eksperyment przerwano po wewnątrzpartyjnych czystkach i zerwaniu z nurtem stalinowskim. Nadzorców eksperymentu postawiono przed sądem; podczas gdy dwudziestu więźniów pomagających w eksperymencie skazano na śmierć, funkcjonariuszom więziennym wymierzono jedynie łagodne wyroki.
Dziennikarz i działacz antykomunistyczny Virgil Ierunca nazwał „eksperyment reedukacyjny” największym i najbardziej intensywnym programem tortur opartych na praniu mózgu w bloku wschodnim, a laureat Nagrody Nobla Aleksander Sołżenicyn nazywał go „najstraszniejszym aktem barbarzyństwa we współczesnym świecie”.

## Czasy współczesne
Więzienie zostało przekształcone w muzeum w 2014 r. przy pomocy środków prywatnych, a w 2023 r. zostało uznane za zabytek historyczny. W 2024 r. rząd rumuński umieścił obiekt, wraz z czterema innymi więzieniami wykorzystywanymi w czasach komunizmu, na rumuńskiej liście informacyjnej UNESCO – liście obiektów, które Rumunia zamierza rozpatrzyć do zgłoszenia do wpisu na listę światowego dziedzictwa UNESCO.